# Suck (film)
Suck är en kanadensisk komedifilm från 2009 som baseras på rock n' roll och vampyrer. Filmen är skriven och regisserad av Rob Stefaniuk som dessutom har en ledande roll i filmen. Andra stora namn är bland annat Iggy Pop, Alice Cooper, Henry Rollins,  Malcolm McDowell, Alex Lifeson.
Filmen producerades 2008/2009 och visades på Toronto International Film Festival i september 2009.